# Prżewalskoje
Prżewalskoje – osiedle typu miejskiego w Rosji, w obwodzie smoleńskim. W 2010 roku liczyło 1683 mieszkańców.